# خمران
خمران (به ترکی آذربایجانی: Ximran) یک منطقهٔ مسکونی در جمهوری آذربایجان است که در شهرستان اسماعیل‌لی واقع شده‌است.